# Jagvir Singh Sidhu
Jagvir Singh Sidhu (* 4. Januar 2001 in Greve Strand, Dänemark) ist ein dänischer Fußballspieler.

## Karriere
Jagvir Singh Sidhu spielte in seiner Jugend für Lyngby BK und für Hellerup IK und kam für die erste Mannschaft von zweitgenannter Mannschaft auch zu Einsätzen in der dritten Liga. Anfang September 2019 folgte der Wechsel zu Brøndby IF, für dessen A-Jugend er spielte. In der Saison 2021/22 absolvierte Singh Sidhu auch Spiele in der Profimannschaft und kam zu sieben Pflichtspielen.
Nachdem er sich bei den Profis nicht durchsetzen konnte, nahm er nicht am Trainingslager in der Sommerpause 2022 teil, sondern wechselte kurz darauf zum Zweitligisten FC Fredericia. Jagvir Singh Sidhu konnte sich auch bei diesem Verein nicht durchsetzen und wechselte nach einem Jahr auf Leihbasis zum Drittligisten Aarhus Fremad.